# Шора (приток Юшута)
Шора — река в России, протекает по Моркинскому району Марий Эл. Устье реки находится в 53 км по правому берегу реки Юшута. Длина реки составляет 20 км, площадь водосборного бассейна 124 км².

## Течение
Исток реки находится на Вятском Увале в болотах в лесном массиве в 40 км к юго-востоку от Йошкар-Олы. Река течёт на юг, всё течение проходит по ненаселённому лесу. До впадения слева крупнейшего притока Белая Шора также называется Чёрная Шора.

## Данные водного реестра
По данным государственного водного реестра России относится к Верхневолжскому бассейновому округу, водохозяйственный участок реки — Волга от Чебоксарского гидроузла до города Казань, без рек Свияга и Цивиль, речной подбассейн реки — Волга от впадения Оки до Куйбышевского водохранилища (без бассейна Суры). Речной бассейн реки — (Верхняя) Волга до Куйбышевского водохранилища (без бассейна Оки).
Код объекта в государственном водном реестре — 08010400712112100001913.